# Campo per rifugiati

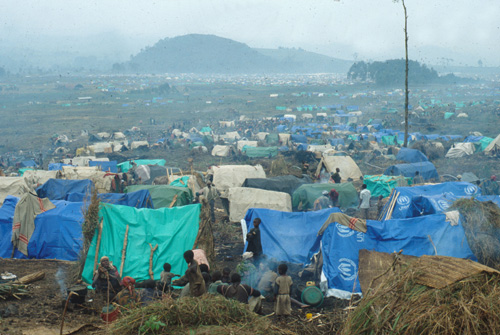
Campo per rifugiati Ruandesi nel nord est della Repubblica Democratica del Congo.

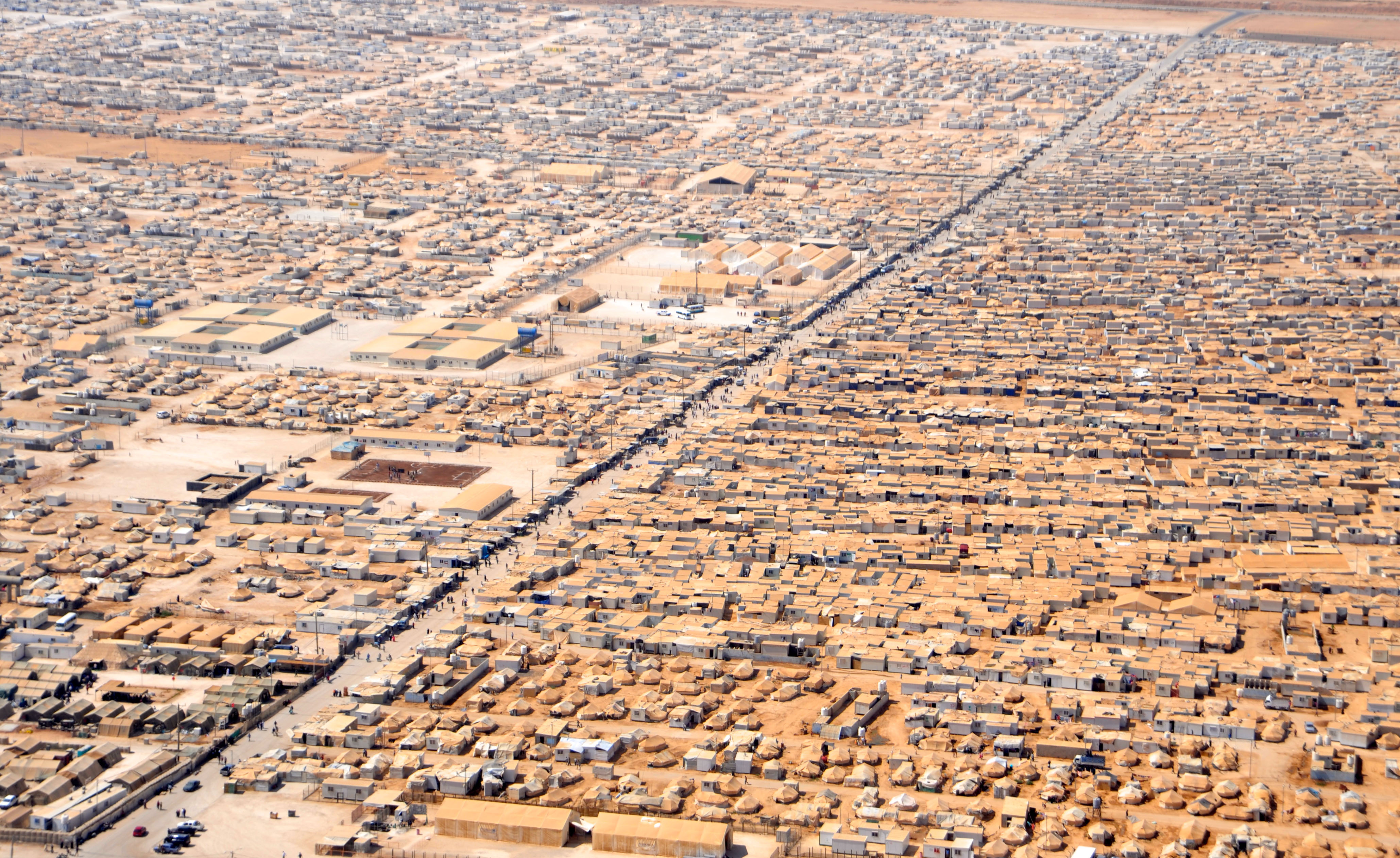
Campo per rifugiati siriani a Za'atri (Giordania) nel 2013.

Il campo per rifugiati (o campo profughi) è un luogo nel quale sono ospitati profughi. Il termine profugo è in questo caso esteso e comprende sia i profughi politici creati da eventi come guerre civili, sia da discriminazioni etniche verso gruppi interi o anche profughi ambientali, la cui fuga dipende da disastri naturali o emergenze che portano al pericolo di vita di gruppi di persone, per motivi che non dipendono in maniera strettamente diretta da azioni umane. 

## L'organizzazione dei campi per rifugiati
A seconda del segmento di persone che lo abitano, un campo può essere gestito da organizzazioni diverse, solitamente non governative o agenzie delle Nazioni Unite. Il campo ha sempre un obiettivo di durata temporanea, al fine di tenere unite le comunità colpite in attesa della soluzione del problema o del ripristino di condizioni sufficienti per ritornare a vivere nel luogo di provenienza. Pertanto i campi per rifugiati hanno come caratteristica temporale una relativamente breve durata. Talvolta l'eccezionalità delle cause porta i campi ad avere durate superiori alle decine di anni come i campi per rifugiati palestinesi dal 1948 o Saharawi dal 1975.

### Il primo intervento
Il campo per rifugiati, prevede abitazioni per i profughi o sfollati in tende e baracche con un livello sufficiente di infrastrutture per l'igiene personale e collettiva, strutture mediche, strutture di comunicazione e una logistica orientata a dare il sostentamento alimentare. Il tutto considerando una densità di popolazione elevata, e, rappresentando spesso un'isola di relativa tranquillità, tende a salire nel tempo.

### Le agenzie delle Nazioni Unite
La più importante e storica agenzia delle Nazioni Unite è L'UNHCR o ACNUR (Alto Commissariato delle Nazioni Unite per i Rifugiati) che si serve anche di agenzie regionali che di volta in volta assumono nomi diversi. Per i campi di rifugiati palestinesi l'UNHAC si serve di un'agenzia regionale: l'UNRWA (United Nations Relief and Works Agency for Palestine Refugees in the Near East). L'insieme delle agenzie dell'Onu sostengono a vario titolo circa 21 milioni di persone.
Le Organizzazioni non governative (ONG) sono nate dal bisogno di singoli che ritenevano di porsi in alternativa o come completamento alle organizzazioni nazionali o sovranazionali su attività tematiche. Anche nel campo dei rifugiati e dell'organizzazione e gestione dei loro campi operano numerose ONG, che svolgono questo compito spesso come complemento necessario della loro attività principale. L'organizzazione che più di altre è presente nella gestione o nel supporto dei campi è Medici senza frontiere.

### Le emergenze speciali
Oggi l'ACNUR evidenzia cinque emergenze speciali, tre di origine politica e frutto di guerre o conflitti striscianti, ovvero l'Afghanistan e la regione dei grandi laghi al nord del Congo ex Zaire dove si sono susseguite nel tempo le conseguenze di diversi conflitti e il Darfur dove fra rifugiati e sfollati sono seguiti due milioni di persone. Due di carattere ambientale: lo tsunami e il terremoto del Pakistan.

## Le due emergenze diventate di lunghissimo periodo
Due emergenze, con cause diverse, si sono trasformate quasi in croniche e sono state poi affrontate in maniera diversa: quella dei rifugiati palestinesi e dei rifugiati saharawi.

### I Campi per rifugiati palestinesi
L'ACNUR per gestire il problema ha creato un'agenzia speciale l'UNRWA. I campi sono localizzati nella Striscia di Gaza, in Cisgiordania, in Giordania, nel Libano e in Siria. La localizzazione delle prime due aree può trarre in inganno, sono rifugiati in quanto ex residenti in territori che oggi appartengono allo Stato di Israele. Sono campi nati nel 1948 e, al contrario dei saharawi, hanno una labile speranza di poter rientrare nei luoghi di origine. Vista la loro età sono strutturati in forma non temporanea e le abitazioni sono diventate normali.
L'UNRWA ha uno staff di 27.000 persone, molte fra di loro sono rifugiati, e operano in comunità stabili come insegnanti, medici, infermieri e operatori sociali. I campi hanno sempre bisogno di un aiuto esterno, ma dopo una durata così lunga hanno una struttura sociale consolidata.
I campi del Libano, per la loro attività, sono stati la causa principale della prima invasione dello Stato da parte di Israele nel 1982. Sabra e Shatila, luoghi dello storico massacro, sono tuttora campi per rifugiati palestinesi, pur potendo essere considerati quartieri degradati della capitale libanese. L'UNRWA stima in 4.300.000 i rifugiati palestinesi.

### I Campi per rifugiati saharawi
Sono quattro, concentrati a sud est della città di Tindouf in Algeria. Accolgono circa 175.000 persone su un altopiano desertico, l'Hammada dove si verificano escursioni termiche da -5 °C, nelle notti d'inverno a 60 °C, nei giorni d'estate. Diversamente da tutti gli altri, sono totalmente autogestiti ma, per la fortissima concentrazione di persone, dipendono quasi totalmente dall'esterno per il sostentamento. Sono nati dopo il 1975, in seguito all'esodo di una fortissima parte della popolazione del Sahara Occidentale, una stima dell'AFROL determina nel 60% i rifugiati nei campi di Tindouf rispetto al totale che comprende i residenti nella porzione del Sahara Occidentale conteso con il Marocco. A questi vanno aggiunti i rifugiati della diaspora. I campi sono autogestiti dalla Repubblica Democratica Araba dei Sahraui, che ha replicato nei quattro campi la struttura amministrativa del paese di origine. Ogni campo è una wilāya (provincia) suddivisa in sei o sette dā'ira (circoscrizioni) a loro volta suddivise in quartieri. L'Algeria ha concesso lo status di zone autonome e l'accesso è simile a uno stato sovrano. A causa della particolare natura del terreno sono state mantenute le abitazioni in tende e i luoghi comuni in muratura. La maggior parte dei profughi provengono dall'Algeria, seguita da stati europei e dall'ACNUR. La particolarità, rispetto ai campi palestinesi, è la speranza legata all'esito positivo del referendum di autodeterminazione che permetterebbe il ritorno nel Sahara Occidentale.

## La nascita dei campi per rifugiati moderni
Dopo cinque anni dalla fine della seconda guerra mondiale, lo sconquasso creato dalla guerra, dalle modificazioni di geografia politica e i nuovi equilibri politici dell'Europa avevano lasciato un grande numero di rifugiati che non avevano ancora potuto scegliere riguardo al loro futuro ed erano costretti a vivere in campi a loro dedicati. La nascita dell'ACNUR e la Convenzione di Ginevra permise all'ONU di ultimare l'emergenza in Europa.
I problemi erano complessi e consistevano in un ridimensionamento dei territori della Germania, con una non chiara visione di quello che poteva essere il futuro dello stato, lasciando terre storicamente o recentemente abitate dai tedeschi in zone acquisite da altri paesi con flussi in uscita di popolazioni tedesche; in un numero importante di ebrei sopravvissuti alla Shoah che non avevano ancora potuto o voluto scegliere dove andare, la creazione di un discreto numero di profughi in seguito alla nuova polarizzazione dell'Europa.

## Campi per rifugiati in Italia nella storia recente
In Italia con la crisi umanitaria dovuta ai movimenti migratori recenti, sono stati istituiti centri con diverse denominazioni: Centri di accoglienza richiedenti asilo (CARA), Centro di prima accoglienza (CPA), Centri di permanenza temporanea (CPT), Centri di identificazione ed espulsione (CIE), Centri per il rimpatrio (CpR).

## Le fonti normative a cui si riferiscono i campi
Si può affermare che le fonti normative hanno sempre inseguito le emergenze che si sono create dopo la seconda guerra mondiale. Prima della nascita dell'ACNUR si può parlare quasi esclusivamente di diritti individuali a livello internazionale e addirittura fino al 1948 con l'approvazione della Dichiarazione universale dei diritti umani firmata il 10 dicembre a Parigi, o del Diritto di asilo: si parte da diritti individuali per creare le reti di protezione per i gruppi che necessitano protezione e accoglimento temporaneo. È del 28 luglio 1951 la Convenzione sullo statuto dei rifugiati che definisce chiaramente che cosa si intende per rifugiato, al quale si affianca il Protocollo relativo allo status di rifugiato del 31 gennaio 1967 di New York il quale applicò la precedente convenzione del 1951 senza alcuna limitazione geografica e di tempo. In riferimento ai campi per rifugiati successivamente si è esteso l'ospitalità del rifugiato, che per definizione varca un confine di stato, anche agli sfollati. In pratica l'ACNUR quando è possibile organizza campi anche all'interno dei paesi di provenienza dei rifugiati. La complessità delle guerre e delle vicende umane ai nostri giorni non avrebbe permesso sempre lo status di rifugiato in caso di guerre civili o di emergenze ambientali o sanitarie. Oltre a ciò, all'ACNUR sono stati demandati compiti che non aveva al momento della sua costituzione e che non ricadono nelle competenze statutarie, per l'assenza di altri organismi sovranazionali. Sempre riferendosi ai campi, ma non solo, l'ACNUR dai rifugiato ha esteso la sua azione agli sfollati, ai rimpatriati, agli apolidi (una stima recente li valuta in nove milioni di individui) e ai richiedenti asilo.
L'ACNUR venne istituita nel dicembre 1950, con uno staff di 23 persone, dall'assemblea delle Nazioni Unite ed ebbe come primo scopo la gestione, per certi aspetti complessa, dei rifugiati in Europa dopo la seconda guerra mondiale. Sia la Convenzione di Ginevra del 1951 sia il Protocollo di New York del 1967 definiscono il rifugiato, ma non determinano le procedure e le norme per riconoscerlo, pertanto viene lasciata a ogni stato discrezione sul riconoscimento. L'ACNUR si è presa come compito una chiara definizione del rifugiato e delle figure allargate che segue e cerca di arrivare il più possibile a definizioni e processi condivisi fra i paesi, con un'armonizzazione delle norme, possibilmente anche fra i paesi che non hanno mai subito emergenze, al fine di evitare soluzioni improvvisate solo al nascere dei problemi stessi.

## Galleria d'immagini

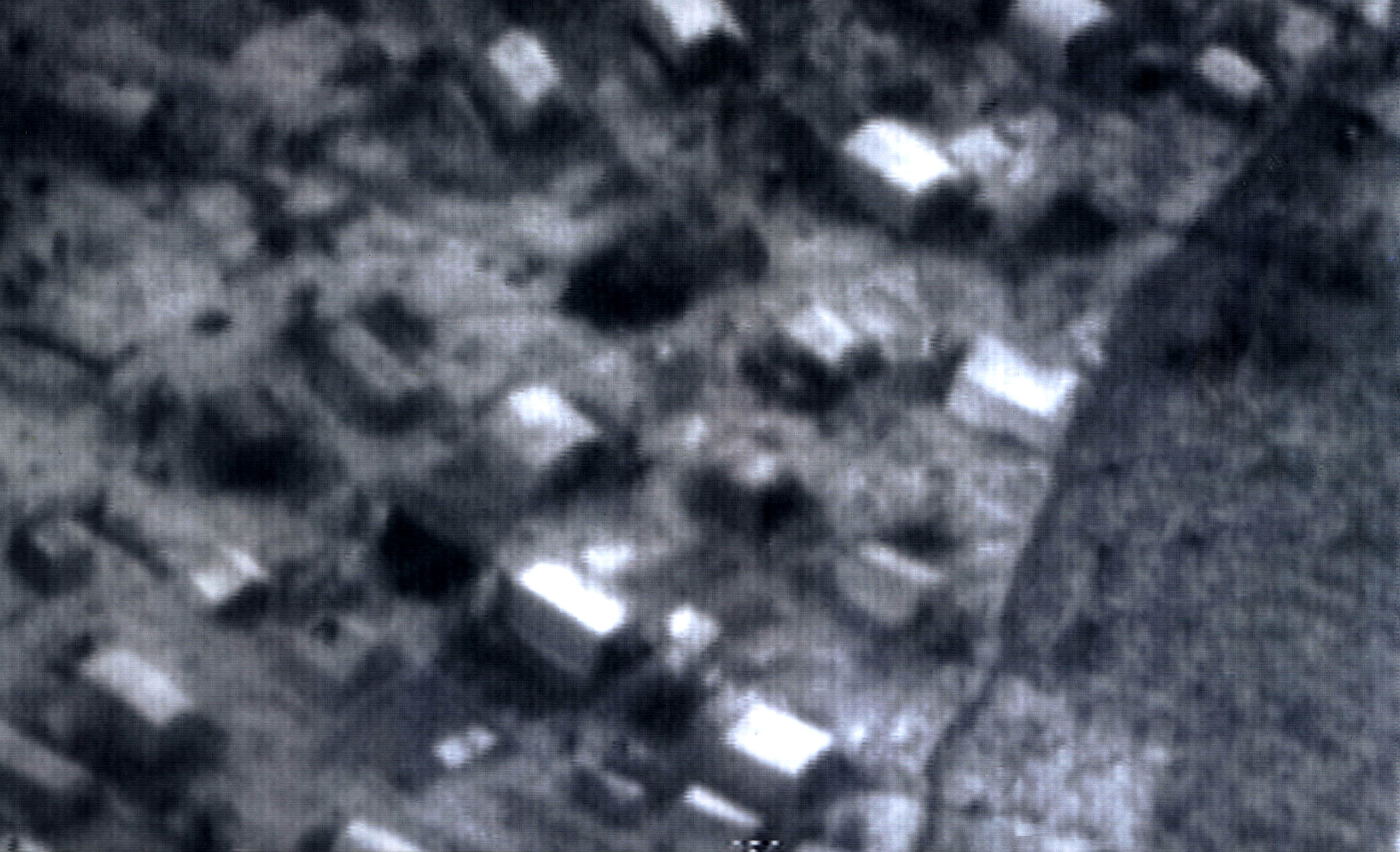
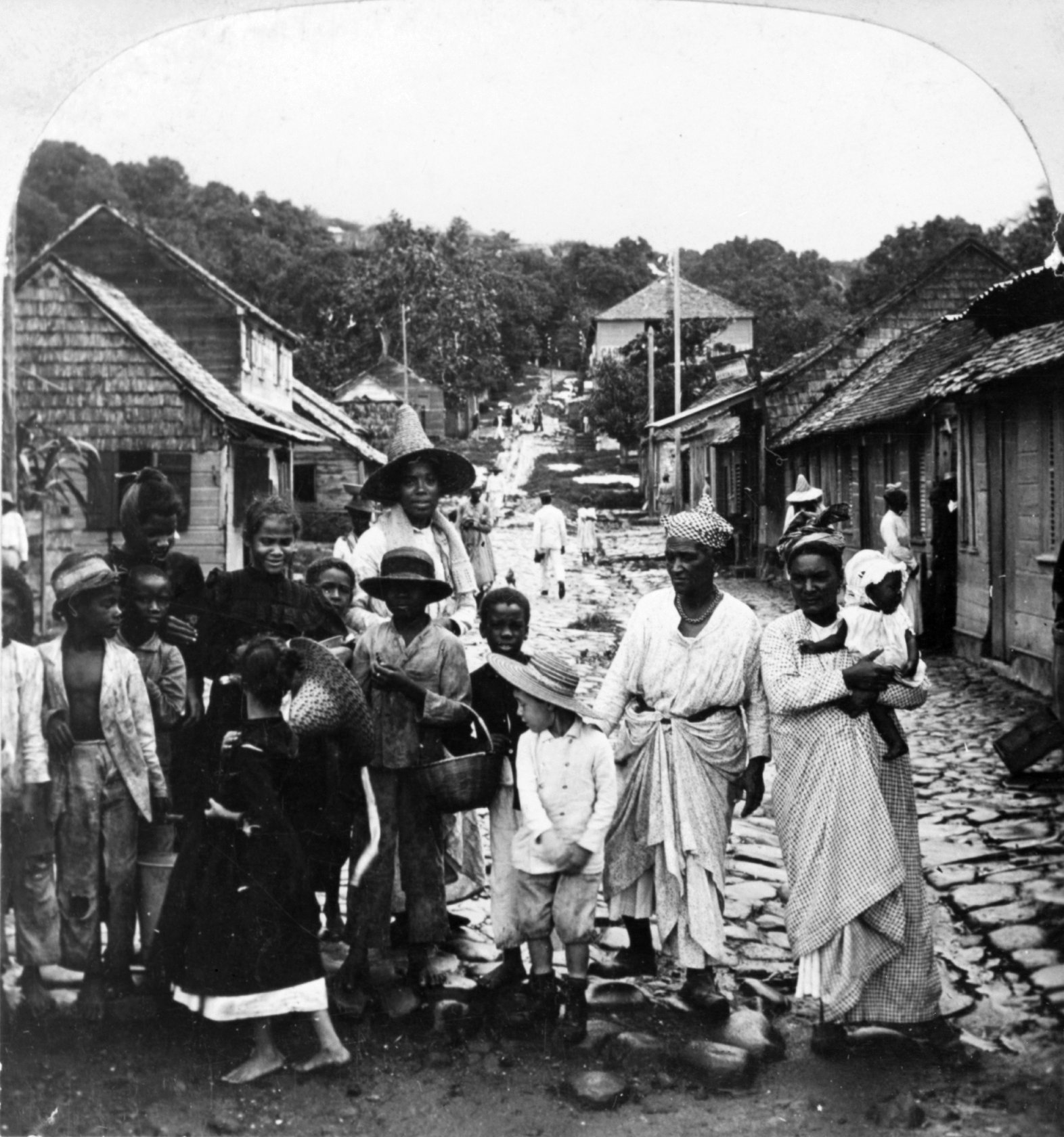
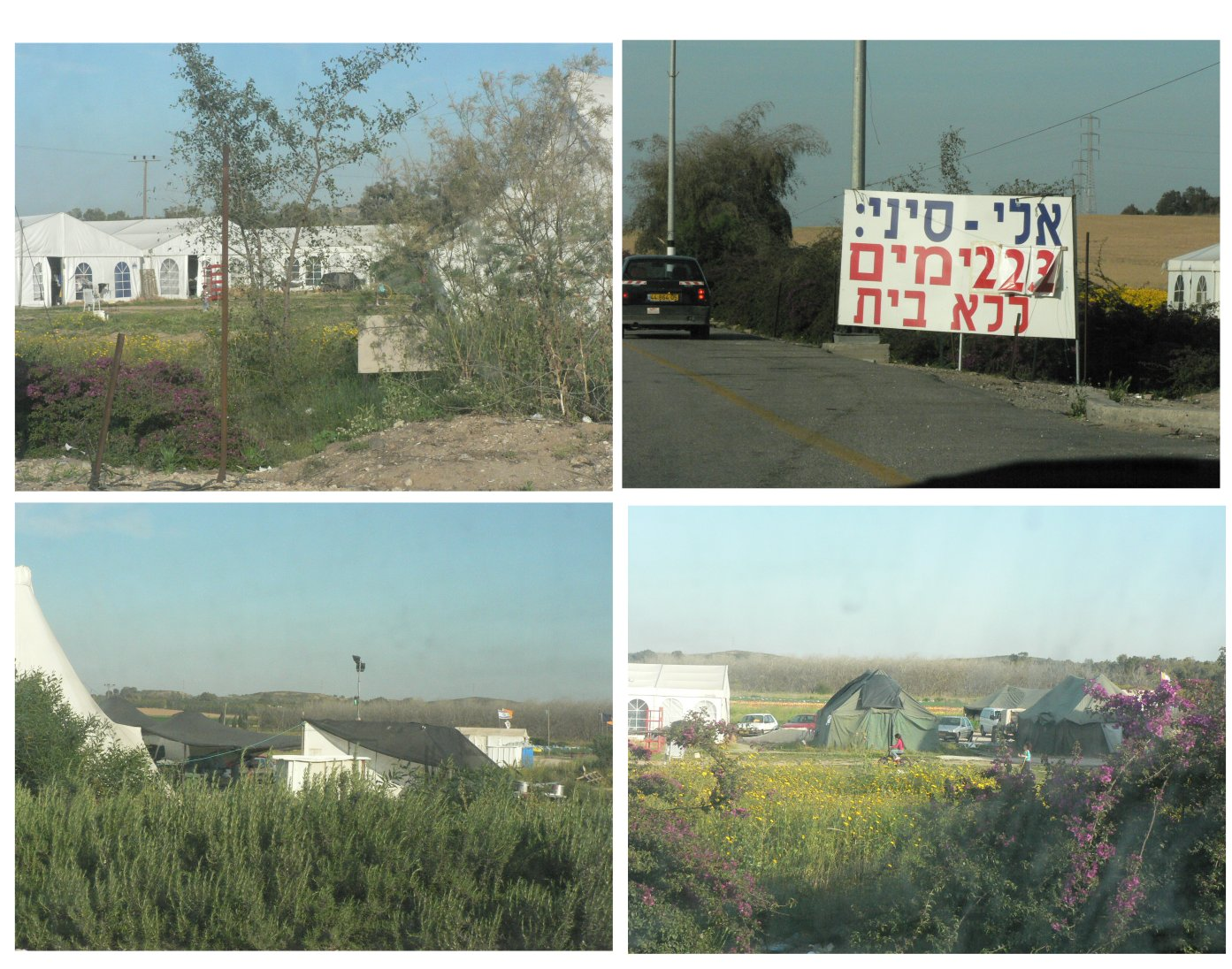
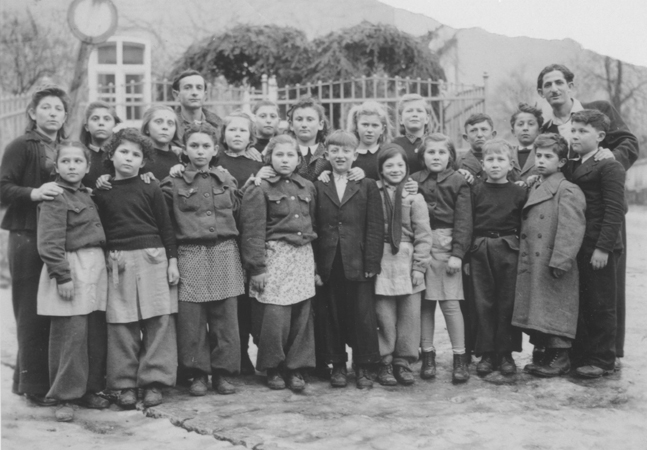
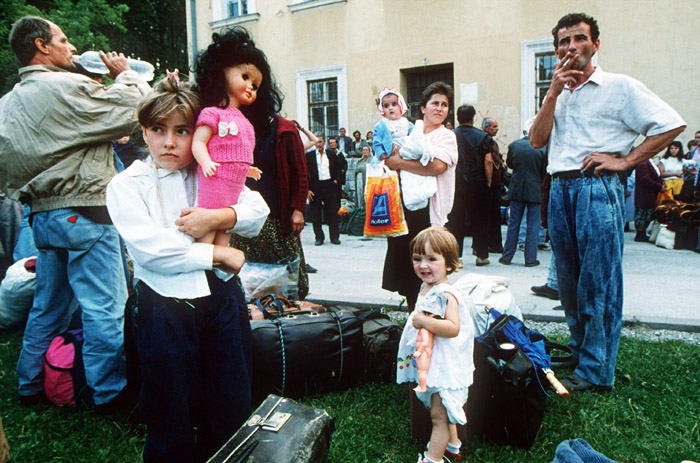
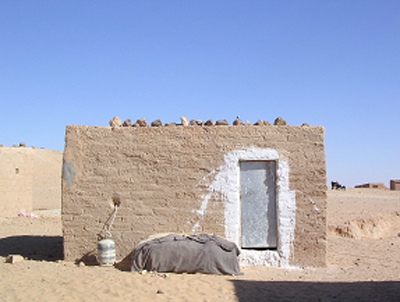
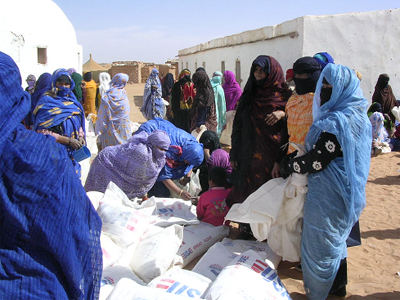
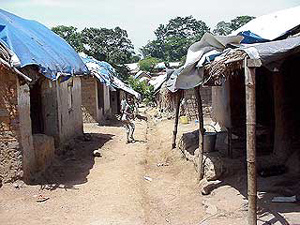
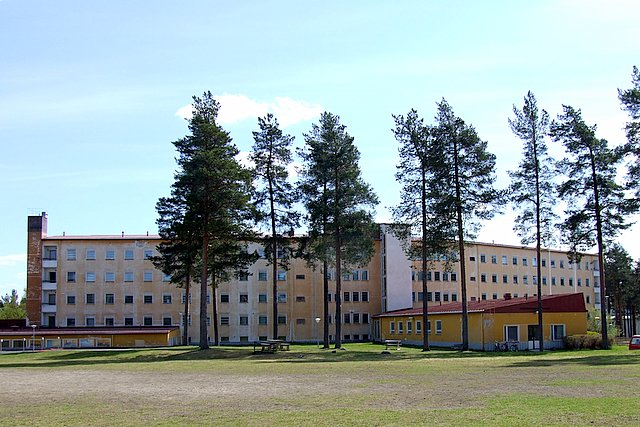
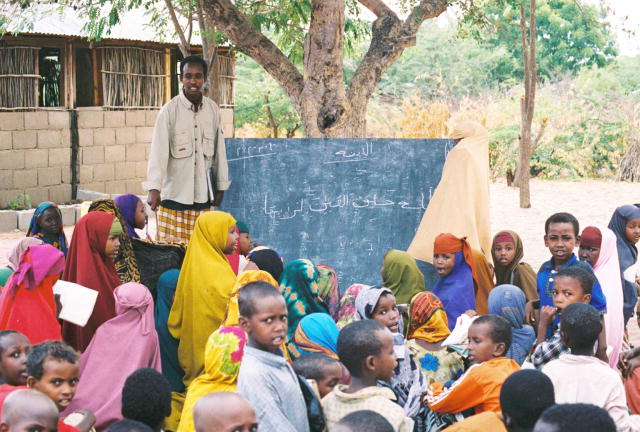